# Kielichowiec (roślina)
Kielichowiec (Calycanthus) – rodzaj roślin należący do rodziny kielichowcowatych (Calycanthaceae Lindl.). Według The Plant List w obrębie tego rodzaju znajdują się 4 gatunki – 3 z nich występują naturalnie w Ameryce Północnej, natomiast jeden (kielichowiec chiński) rośnie endemicznie w Chinach. Liście, kora i drewno wydzielają silny aromat. Bywają uprawiane jako ozdobne.
Nasiona zawierają trujący alkaloid – kalikantynę o budowie i działaniu podobnym do strychniny.

## Morfologia

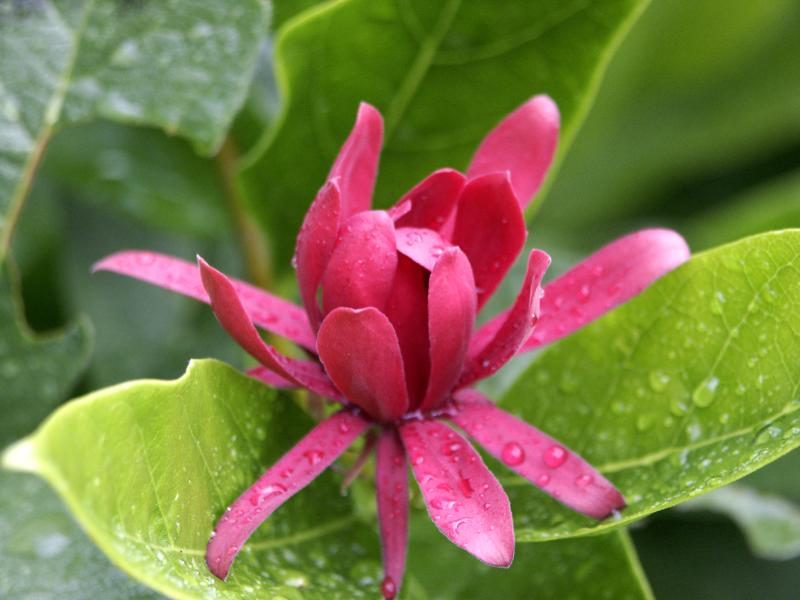
Kwiat kielichowca zachodniego

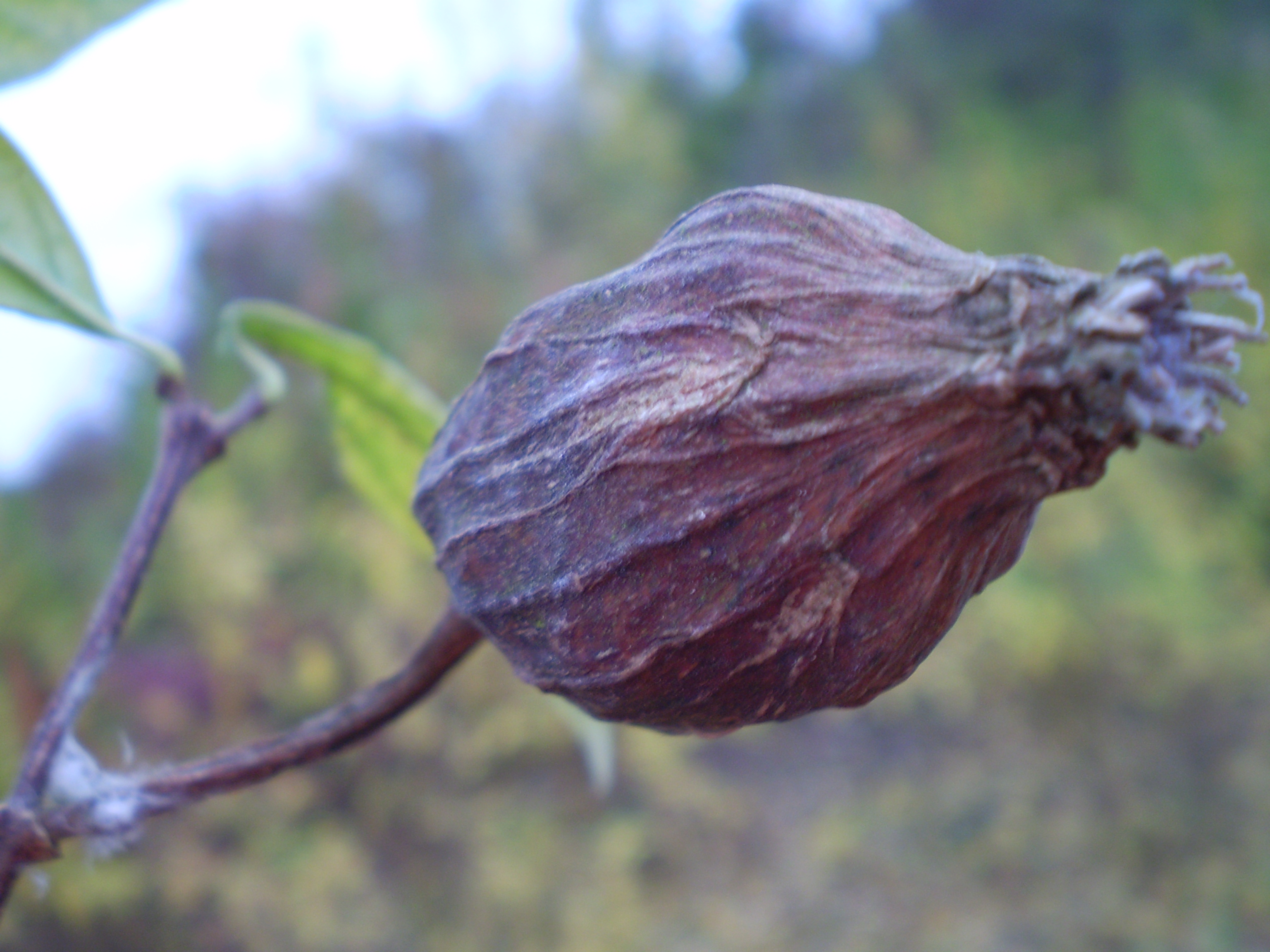
Owoc kielichowca wonnego

PokrójZrzucające liście krzewy o wyprostowanym pokroju, osiągające do 4 m wysokości. Młode gałązki są mniej lub bardziej czworokątne w przekroju poprzecznym.
LiścieNaprzeciwległe, pojedyncze, eliptyczne do jajowatych, całobrzegie, z wierzchu ciemnozielone i szorstkie. Są pierzasto unerwione. Osadzone na ogonkach liściowych. Nie mają przylistków. Liście są zrzucane zimą. Same krzewy opisywane są jako gęsto ulistnione.
KwiatyPromieniste, obupłciowe, pojedyncze, rozwijają się na szczytach pędów, są relatywnie duże i zazwyczaj pachnące (zapach opisywany jest jako podobny do aromatu truskawek lub ananasa). Składają się z 15–30 mięsistych listków okwiatu, zachodzących na siebie i spiralnie rozmieszczonych na dnie kwiatowym. Płatki są kasztanowate do ciemnoczerwonobrązowych. Pręcików jest 10–20, ułożonych spiralnie, z krótkimi i owłosionymi nitkami. Pylniki są dwukomorowe i zewnątrzpylne (główka odwrócona na zewnątrz). Prątniczków jest 11–25, są owłosione. Zalążnia górna składa się z 10–35 wolnych owocolistków – każdy zawierający dwie całkowicie odwrócone komory.
OwoceOwocostany złożone z licznych niełupek o kształcie od podłużnego do eliptycznego. Nasiona do 6 mm długości.

## Systematyka
Pozycja systematyczna
Jeden z rodzajów z podrodziny Calycanthoideae Burnett w obrębie rodziny kielichowcowatych Calycanthaceae. Rodzina ta jest kladem bazalnym rzędu wawrzynowców z kladu magnoliowych, będących jedną ze starszych linii rozwojowych okrytonasiennych.
W niektórych ujęciach gatunek azjatycki – Calycanthus chinensis wyodrębniany bywa do osobnego, monotypowego rodzaju Sinocalycanthus (jako S. chinensis).
Lista gatunków
- Calycanthus brockianus Ferry & Ferry f.
- Calycanthus chinensis (W.C.Cheng & S.Y.Chang) P.T.Li – kielichowiec chiński
- Calycanthus floridus L. – kielichowiec wonny
- Calycanthus occidentalis Hook. & Arn. – kielichowiec zachodni

## Zastosowanie
Rośliny z tego rodzaju uprawiane są jako rośliny ozdobne. Wysuszona aromatyczna kora kielichowca wonnego wykorzystywana była jako przyprawa – substytut cynamonu.